# Powiat Kempen i. Posen
Powiat Kempen i. Posen (niem. Kreis Kempen i. Posen, pol. powiat kępiński) – niemiecki powiat istniejący w okresie od 1887 do 1919 r. na terenie prowincji poznańskiej.
Powiat Kempen i. Posen utworzono w 1887 r. z części powiatu Schildberg. W ramach traktatu wersalskiego z 1919 r. terytorium powiatu trafiło w 1920 r. do państwa polskiego. Podczas II wojny światowej okupacyjne władze niemieckie utworzyły w okupowanej Wielkopolsce powiat Kempen, który od 1941 r. funkcjonował pod nazwą Kempen (Wartheland). Po zajęciu Wielkopolski przez Armię Czerwoną obszar ponownie objęła polska administracja.
W 1910 r. powiat obejmował 92 gmin o powierzchni 458,27 km² zamieszkanych przez 37.050 osób.